# D A Points

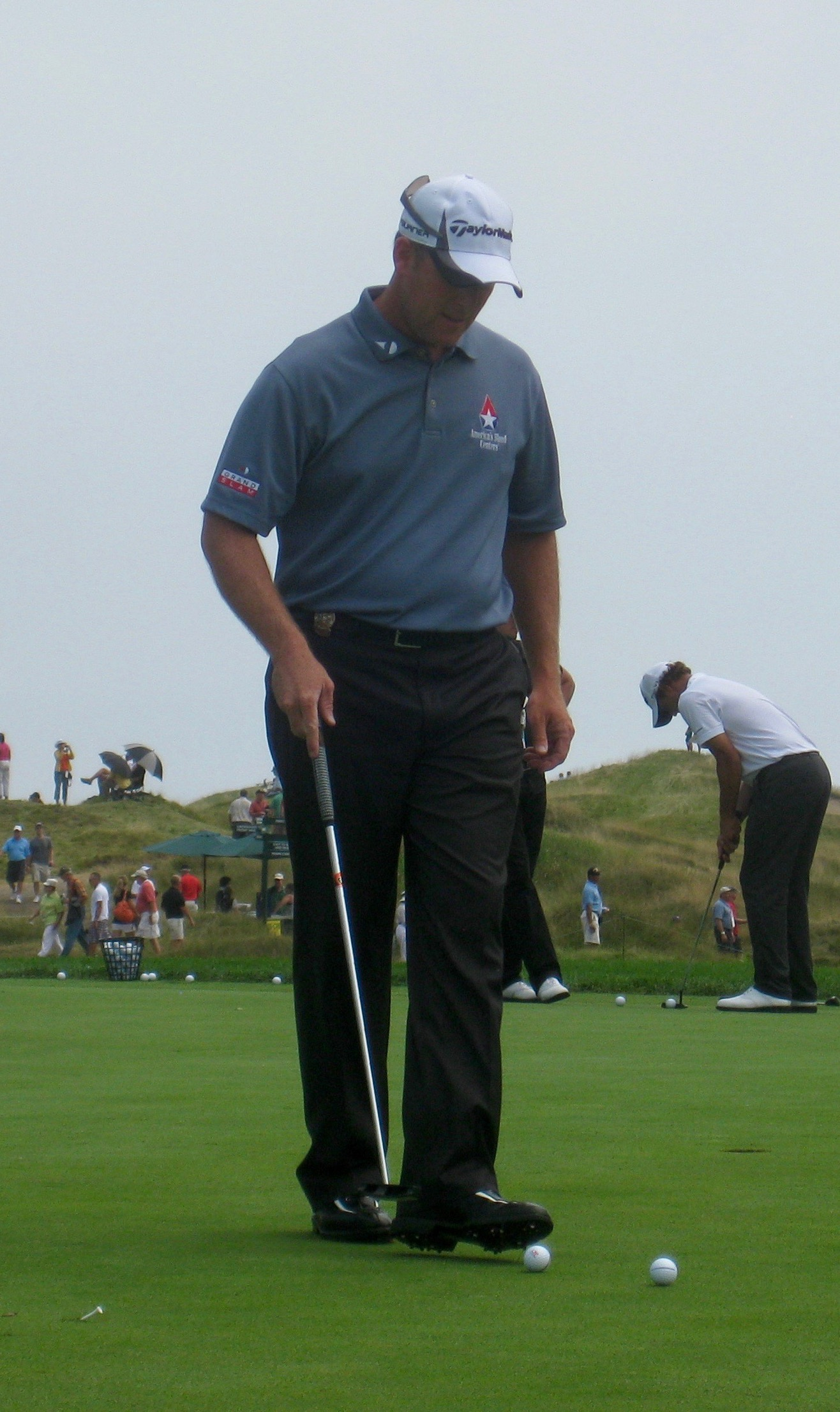
D A Points

Darren Andrew Points (Pekin, Illinois, 1 december 1976) is een golfprofessional uit de Verenigde Staten. Hij speelt op de Amerikaanse PGA Tour en wordt D.A. genoemd.

## Amateur
D.A. Points studeerde aan de University of Illinois en speelde college golf. In 1996 verloor hij in de kwartfinale van het US Amateur van Tiger Woods, die later de finale won.

### Gewonnen
- 1998: Legends of Indiana Intercollegiate
- Illinois State Amateur 3x

## Professional
D.A. werd in 1999 professional. De eerste jaren speelde hij op de Nationwide Tour, in 2004 eindigde hij daar op de tweede plaats waardoor hij naar de PGA Tour promoveerde. In 2007 en 2008 was hij weer terug op de Nationwide Tour. Mede door het winnen van het Miccosukee Championship promoveerde hij weer terug naar de PGA Tour van 2009. Dat jaar verliep goed, hij won het HP Byron Nelson Championship en eindigde op nummer 66 van de ranglijst.
In 2011 behaalde hij zijn eerste overwinning op de PGA Tour, waardoor hij in The Masters Tournament mocht spelen. In 2013 won hij het Houston Open en mocht hij weer de Masters spelen.

### Gewonnen
PGA Tour
- 2011: AT&T Pebble Beach National Pro-Am (-15)
- 2013: Shell Houston Open

Nationwide Tour
- 2001: Inland Empire Open
- 2004: Northeast Pennsylvania Classic, Pete Dye West Virginia Classic
- 2008: Miccosukee Championship
- 2009: HP Byron Nelson Championship